# Плетена людина (фільм, 1973)
Плетена людина (англ. The Wicker Man) — англійський фільм жахів 1973 року. Режисерський дебют Робіна Гарді.
Український переклад зробила студія Омікрон на замовлення Гуртом..

## Сюжет
На невеликий острів Саммерайленд, розташований біля берегів Шотландії, прилітає поліцейський сержант Гові, щоб розслідувати зникнення місцевої дівчинки. На острові він стикається з холодною ворожістю місцевих жителів. Всі вони заперечують, що знали про її існування. Крім того, сержант з'ясовує, що абсолютно всі жителі острова на чолі зі своїм лідером, лордом Саммерайлом, практикують ритуали стародавнього кельтського язичництва. Будучи справжнім християнином, Гові вражений і шокований відкритою сексуальністю і ритуальним поклонінням старим Богам. Незабаром він виявляє ім'я дівчинки в списках школи, після чого викладачі пояснюють йому, що дівчинка померла. Поліцейський просить дозвіл влади ексгумувати труп дівчинки, підозрюючи, що язичники викрали її і збираються принести в жертву.

## У ролях
| Актор          | Роль                        |
| -------------- | --------------------------- |
| Едвард Вудворд | сержант Гові                |
| Крістофер Лі   | лорд Саммерайл              |
| Діана Чіленто  | міс Роза                    |
| Брітт Екланд   | Вайлоу                      |
| Інгрід Пітт    | бібліотекар                 |
| Ліндсей Кемп   | Алдер Макгрегор             |
| Расселл Вотерс | капітан порту               |
| Обрі Морріс    | старий садівник / могильник |
| Ірен Сантерс   | Мей Моррісон                |